# 不倫瑞克縣 (北卡羅萊納州)
布倫瑞克县（英語：Brunswick County）是美國北卡羅萊納州最南部的一個縣，東臨大西洋，西南鄰南卡羅萊納州。面積2,720平方公里。根據美國2000年人口普查，共有人口73,143人。縣治玻利維亞（Bolivia）。
成立於1764年1月30日。縣名來自一個同名的、已被廢棄的港口，其名紀念領有布倫瑞克-盧嫩堡公爵銜頭的英王喬治一世。